# Sariola
Sariola – niemiecka grupa muzyczna założona w 2005.
W swoich utworach grupa łączy elementy black metalu, metalu symfonicznego i muzyki poważnej, operowego głosu Silenia Tyrvenis, a następnie Loreley.

## Muzycy

### Obecny skład zespołu
- Loreley Mrs.V von Rhein – wokal
- E.Konny – gitara elektryczna
- Anagnorisis – gitara elektryczna
- Ablaz – basowa
- Morgan Le Faye – instrumenty klawiszowe
- Morbid – instrumenty perkusyjne

### Byli członkowie zespołu
- Silenia Tyrvenis – śpiew
- Alisa – śpiew
- Kira – śpiew

## Dyskografia
- (2006) Sirenian Shores (LP)
- (2009) From The Dismal Sariola (LP)